# 小行星9600
小行星9600（英語：9600）是一颗围绕太阳公转的小行星。1991年10月31日，上田清二、金田宏在钏路市发现了此天体。
这颗小行星的绝对星等为334.5797136370982等。